# Monomorium smithi
Monomorium smithi là một loài kiến trong họ Formicidae, loài đặc hữu của New Zealand.